# کالج لیکامینگ
کالج لایکامینگ یک کالج خصوصی هنرهای لیبرال در ویلیام اسپورت، پنسیلوانیا است. این کالج که در سال ۱۸۱۲ تأسیس شد و وابسته به کلیسای متحد متدیست است اما به عنوان یک مؤسسه مستقل عمل می‌کند. کالج لایکامینگ در سال ۲۰۲۱ طبق رتبه‌بندی یواس نیوز اند ورلد ریپورت در بین «کالج‌های هنرهای لیبرال ملی» رتبه ۱۲۰، و در تحرک اجتماعی ۲۹ را کسب کرد. این کالج به عنوان «بهترین کالج» در ۳۸۷ کالج بهترین کالج پرینستون برای سال 2021 و شصت و یکمین کالج توسط ماهنامه واشینگتن در سال ۲۰۲۰ فهرست شده‌است